# Callionymus sublaevis
Callionymus sublaevis là một loài cá biển thuộc chi Callionymus trong họ Cá đàn lia. Loài này được mô tả lần đầu tiên vào năm 1926.

## Phân bố và môi trường sống
C. sublaevis có phạm vi phân bố ở vùng biển phía tây nam Thái Bình Dương. Chúng được tìm thấy ở độ sâu khoảng từ 5 đến 38 m.

## Mô tả
Mẫu vật lớn nhất của C. sublaevis có chiều dài cơ thể được ghi nhận là 14,3 cm. Thân trên có màu nâu, lốm đốm các đốm trắng; thân dưới màu trắng. Vây lưng đầu tiên của cá đực có màu sáng, gai dài với những đốm đen mờ; ở cá cái có màu sẫm. Vây lưng thứ hai, vây đuôi, vây ngực và vây bụng của cả hai giới có những đốm sẫm màu hơn. Vây hậu môn có dải rìa đen.
Gai thứ nhất và thứ hai của vây lưng thứ nhất ở C. sublaevis có sợi tia vây dài bằng nhau, gấp đôi so với tia vây thứ nhất của vây lưng thứ hai. Gai thứ ba và thứ tư của vây lưng thứ nhất không có tia vây.
Số gai ở vây lưng: 4; Số tia vây mềm ở vây lưng: 9; Số gai ở vây hậu môn: 0; Số tia vây mềm ở vây hậu môn: 9.